# Hans Meulengracht-Madsen
Hans Meulengracht-Madsen (* 9. September 1885 in Vejle; † 7. Oktober 1966 in Gentofte Kommune) war ein dänischer Segler.

## Erfolge
Hans Meulengracht-Madsen, der für den Kongelig Dansk Yachtklub segelte, gewann 1912 in Stockholm bei den Olympischen Spielen in der 6-Meter-Klasse die Silbermedaille. Er war Skipper der Nurdug II, deren Crew aus Steen Herschend und Sven Thomsen bestand. In zwei Wettfahrten belegte das französische Boot Mac Miche ebenso wie die Nurdug II jeweils einmal den ersten und den zweiten Platz, sodass es zwischen den beiden Booten zum Stechen um den Gesamtsieg kam. Die Mac Miche setzte sich in der dritten Wettfahrt durch und beendete die Regatta damit auf dem ersten Platz, womit der Nurdug II der zweite Platz blieb.
Seine Brüder waren beide olympische Turner. Vigo Meulengracht Madsen nahm 1908 und 1912 an den Spielen teil und sicherte sich 1912 eine Bronzemedaille. Svend Meulengracht Madsen wurde bei seiner einzigen Teilnahme 1920 mit der Mannschaft Olympiasieger.